# Louis Legendre
Louis Legendre (Versailles, 22 maggio 1752 – Parigi, 13 dicembre 1797) è stato un politico francese.

## Primi anni
Nato a Versailles, si spostò a Parigi dove aprì una propria macelleria nel quartiere di Saint-Germain-des-Prés, nel 1789; fu proprio a partire da quest'anno che Legendre dimostrò di essere un ardente sostenitore delle neonate idee rivoluzionarie e difatti il 18 luglio si mise a capo dei rivoltosi durante la Presa della Bastiglia. Con lo scoppio della rivoluzione, Legendre divenne fin da subito molto amico di Georges Jacques Danton, si unì al Club dei Giacobini ed in seguito fondò con altri membri (Danton compreso) il Club dei Cordiglieri. Nonostante fin da giovane dimostrò problemi di dizione e mancanza d'istruzione, Legendre divenne un celebre e forte oratore.
Il 17 luglio 1791, fu presente tra la folla che richiedeva la deposizione di Luigi XVI sul Campo di Marte, opposizione che portò ad una sparatoria. Legendre prese parte anche all'attacco sul Palazzo delle Tuileries il 20 giugno 1792, dove si oppose direttamente e di persona al re, imponendogli d'indossare il berretto frigio e di bere vino.

## La Convenzione ed il Terrore
Eletto deputato per la Senna, si unì ad un gruppo non affiliate guidato da Jean-Paul Marat e votò per l'esecuzione di Luigi XVI. Venne mandato in missione a Lione nel febbraio 1793, poco prima che la città si ribellò; in agosto si recò nella Senna Marittima, tenendo anche qui una serie di discorsi riguardanti la rivoluzione. Tornato a Lione dopo le rivolte, venne individuato come un moderato dai giacobini ed in seguito divenne un forte avversario dei girondini. Dopo alcuni scontri con il conte di Lanjuinais, come membro del Comitato di sicurezza generale durante il periodo del Terrore, Legendre contribuì alla caduta del gruppo; venne escluso dal Club dei Cordiglieri, venendo accusato da Jacques-René Hébert di favorire Maximilien de Robespierre.
Con Louis Louchet e Jean-François Delacroix, fu nuovamente mandato in missione a Rouen; Hébert questa volta lo accusò di cospirazione a favore della monarchia. Legendre supportò soprattutto Danton fino ai primi di marzo 1794, ma alla fine si schierò con Robespierre dopo che quest'ultimo lo minacciò di essere giustiziato sotto la ghigliottina.

## Reazione ed il Direttorio
Da quel momento fino a luglio, Legendre rimase temporaneamente fuori dall'ambito politico. Il 27 luglio, con l'inizio della convenzione termidoriana, Legendre, firmò sulla lista degli oratori al fine di deporre e condannare Robespierre.
Venne eletto Presidente della Convenzione nazionale e contribuì a realizzare l'impeachment su Jean-Baptiste Carrier, autore di esecuzioni di massa per annegamento (Noyades di Nantes) su alcuni simpatizzanti monarchici. Successivamente venne eletto membro del Consiglio degli Anziani. Durante gli anni del Direttorio, Legendre venne eletto al Consiglio dei Cinquecento ed operò fino alla morte avvenuta nel 1797; in base alle sue volontà, il suo corpo venne donato alla facoltà di medicina di Parigi.

## Errore d'identità
Per due secoli, fino alla recente scoperta di un errore nel 2005, libri, quadri ed articoli vennero erroneamente stampati da una vista laterale ritraente Louis Legendre con il matematico francese Adrien-Marie Legendre (1752-1833). L'errore nasce dal fatto che il disegno è stato etichettato semplicemente "Legendre". L'errore venne rettificato solo quando un libro contenente 1.820 disegni di 73 famosi matematici francesi è stato scoperto nel 2008.

## Cultura di massa
Louis Legendre è stato interpretato da Bernard Maître nel film Danton e da Jean-François Stévenin nella miniserie televisiva La rivoluzione francese (1989).